# Мадам де Сталь
Баронесса Анна-Луиза Жермена де Сталь-Гольштейн (фр. Anne-Louise Germaine de Staël-Holstein), урождённая Неккер (Necker; 1766—1817) — французская писательница, теоретик литературы, публицист; хозяйка салона, имевшая большое влияние на литературные вкусы Европы начала XIX века. Дочь министра финансов Жака Неккера, хозяйка литературного салона. Пользовалась авторитетом в политических кругах и публично оппонировала Наполеону, за что была выслана из Франции. В 1803—1814 гг. держала салон в швейцарском замке Коппе. Отстаивала равенство полов, пропагандировала романтическое направление в искусстве. Наиболее известна под сокращённым именем мадам де Сталь (фр. Madame de Staël). Её главные произведения — романы «Дельфина» и «Коринна, или Италия», очерк «О Германии».

## Детство. Первые литературные опыты
Родилась 22 апреля 1766 г. в Париже. В салоне её матери сходились литературные знаменитости Парижа. Жермен с 11 лет постоянно присутствовала на этих вечерах и жадно прислушивалась к разговорам гостей. Напрасно строгая мать старалась системой воспитания, основанной на началах долга, сдерживать и дисциплинировать свою живую и впечатлительную дочь. Богато одаренная и экзальтированная девочка, ускользая от влияния матери, особенно горячо привязалась к отцу, по целым часам беседовавшему о самых разнообразных вопросах со своей нежно любимой дочерью. Пятнадцати лет от роду Жермен написала замечания к знаменитому финансовому «Отчёту» своего отца и сделала извлечения из «Духа законов» Монтескьё, присоединив к ним свои собственные размышления. В это время её любимыми писателями были Ричардсон и Руссо. Влияние Ричардсона сказалось в первых её произведениях, отличающихся сентиментальным направлением (например, «Mirza», «Adelaide», «Méline»).

## Юность и брак
Руссо привлекал её своим культом природы и своей системой воспитания. Позже (1788) она посвящает ему восторженный очерк «Письма о произведениях и личности Ж. Ж. Руссо». В 17 лет сердце Жермен испытывает первую любовь, но в угоду матери ей приходится подавить своё чувство. Следы внутренней борьбы можно открыть в её комедии: «Sophie, ou les sentiments secrets» (1786), в которой яркими красками описываются томления безнадежного чувства. Madame Неккер искала для своей дочери блестящей партии; выбор её остановился на шведском посланнике в Париже, бароне Эрихе Магнусе Сталь фон Гольштейне. В устройстве этого брака, о котором велись переговоры в течение 6 лет, принимали участие дворы французский и шведский. Уступая советам своего отца, 20-летняя Жермен решилась отдать руку барону де Сталь, но брак не был счастливым ни для одной из сторон. Барон де Сталь был старше своей супруги на 18 лет, это был искушенный светский человек, чье обаяние было бесспорно и распространялось в том числе на французского короля и королеву Марию-Антуанетту. Жермен не соответствовала эстетическим идеалам своего пресыщенного супруга, он находил её чересчур экзальтированной и недостаточно изысканной и светской. На брак барон решился, прельстившись значительным приданым невесты и политическим весом её отца. Жермен в свою очередь не находила в муже интереса к занимавшим её предметам — литературе, философии. Тем не менее в браке родилось 5 детей:
- Густава София Магдалена (1787 — умерла в младенчестве)
- Густава Хедвига (1789 — умерла в младенчестве)
- Огюст-Луи  (1 сентября 1790 года. Умер во Франции в 1827 году, последним потомком, завершив семейную линию. Женился в 1827 на Адель Верне. По слухам, был биологическим сыном графа де Нарбонна, который сам был незаконным сыном короля Франции Людовика XV).
- Маттиас Альбрехт (2 октября 1792 года. Офицер кавалерии. Убит на дуэли 12 июля 1813 в Мекленбурге).
- Хедвига Густава Альбертина (8 июня 1797 — 28 сентября 1838). Муж (1816): герцог Виктор де Брольи

Когда вспыхнула революция и Неккер вынужден был бежать из Франции, его дочь мадам де Сталь сначала оставалась в Париже. В это время её салон, заменивший салон мадам Неккер, успел сделаться самым блестящим в Париже. Мемуары современников полны рассказов о том неизгладимом впечатлении, которое в этом периоде своей жизни производила молодая женщина. Её блестящий ум, красноречие и энтузиазм делали её царицей избранного парижского общества.

## Революция и первое изгнание

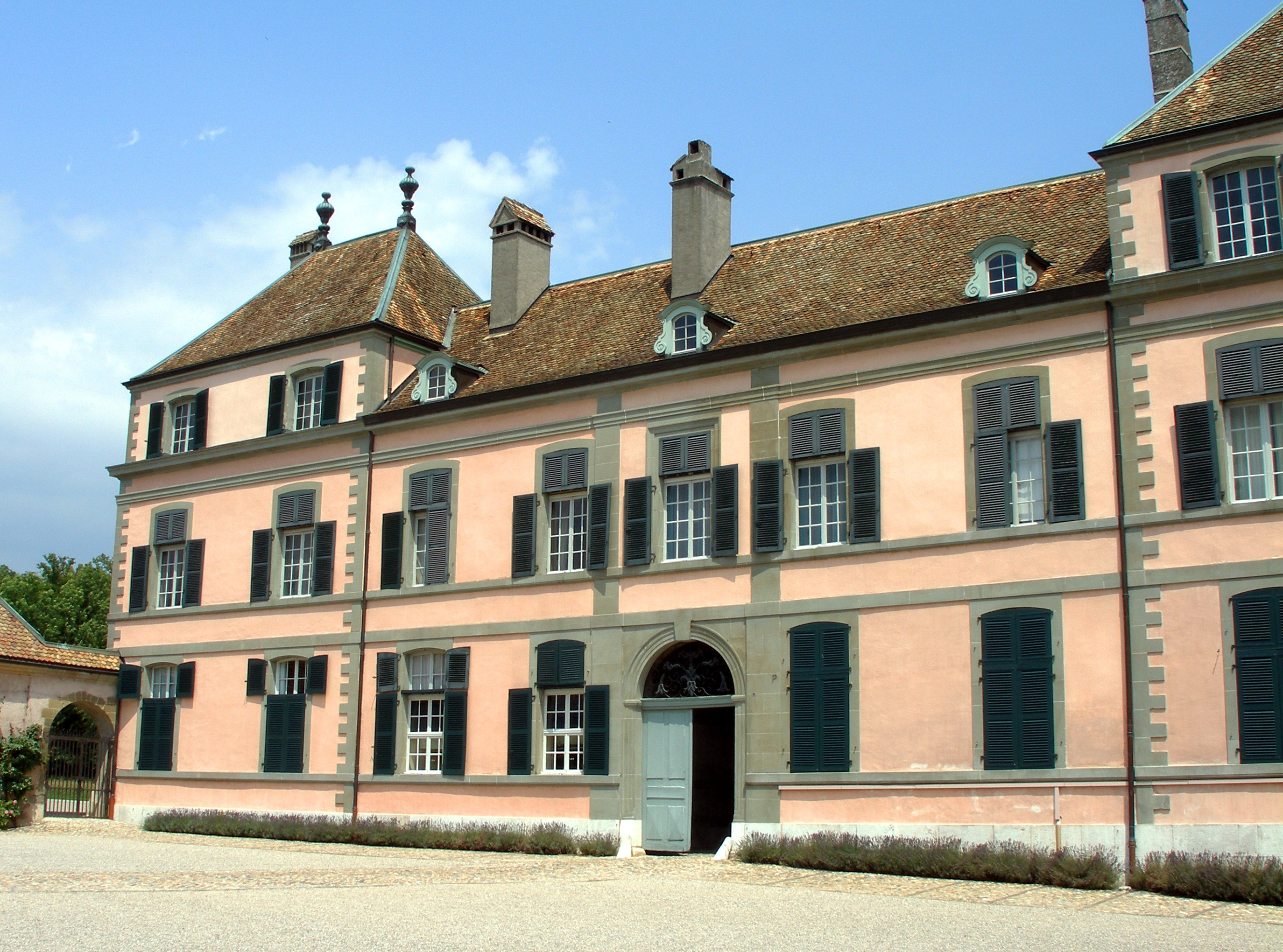
Замок Коппе (Coppet) в одноимённом местечке швейцарского кантона Во, на берегу Женевского озера — родовое поместье Жермены де Сталь, единственное место, где она могла жить в наполеоновской Европе после своего изгнания из Парижа в 1803 г.
Здесь ею были написаны «Коринна, или Италия» (1807) и «О Германии» (1810), был создан знаменитый литературный кружок Коппе

Когда начались революционные волнения, она, пользуясь своим влиянием, спасала многих от гильотины, сама часто рискуя жизнью. Сентябрьские убийства 1792 г. заставили её бежать из Парижа. На дороге она была остановлена и приведена в ратушу, где лишь заступничество Манюэля спасло её от разъяренной черни. Покинув затем Париж, она нашла убежище в Англии. Среди других французских эмигрантов здесь находился и бывший военный министр граф Луи де Нарбонн, с которым у неё началось сближение ещё в Париже. Это была её первая, нашедшая взаимность, страсть, влияние которой отразилось в написанной ею в то время книге «О влиянии страстей на счастье людей и народов» (изд. позже, в 1796 г.). Задавшись целью, под влиянием пережитого ею террора, доказать пагубное действие фанатизма, честолюбия и других страстей на благосостояние отдельных личностей и целых обществ, автор, как только речь заходит о любви (в главе «De l’amour»), превращается из строгого моралиста в восторженного хвалителя. Скоро, однако, стало известно об измене Нарбонна и разрыву отношений.
Перед отъездом из Англии Сталь, возмущенная жестоким обращением с королевой Марией-Антуанеттой, издала анонимно брошюру: «Refléxion sur le procès de la Reine, par une femme» (1793), в которой она пыталась возбудить сострадание к несчастной королеве.
В 1793 году Сталь переселилась в Швейцарию (в Коппе) и, похоронив здесь мать, провела два года в обществе горячо любимого отца, перед умом и характером которого она преклонялась до конца жизни (в 1804 году она издала «Vie privée de Mr. Necker»).
В это время у неё в гостях бывают и живут в её доме самые разные деятели искусства. Писательница Фридерика Брун живёт у неё несколько лет.
В Коппе Сталь познакомилась с Бенжаменом Констаном. Сильное впечатление, которое уже при первой встрече эти диаметрально противоположные характеры произвели друг на друга, положило начало романическому эпизоду, тянувшемуся более десяти лет и имевшему огромное влияние на жизнь и литературную деятельность мадам де Сталь.

## Начало литературной славы. Оппозиция Наполеону
В 1796 г. французская республика была признана Швейцарией и Сталь могла вернуться в Париж. Здесь её салон вновь стал влиятельным литературным и политическим центром. Среди постоянных посетителей его были Сийес, Талейран, Гара, филолог Клод Форьель, экономист Ж. Ш. Сисмонди, Б. Констан. Добившись негласного развода с мужем, но продолжая жить с ним в одном доме, де Сталь очутилась в двойственном положении, которым не замедлили воспользоваться её светские и политические противники, сделав её мишенью оскорбительных пересудов. Исход волновавшим её в это время чувствам она дает в романе «Дельфина», упрочившем её литературную славу: здесь изображена несчастная судьба высокоодаренной женщины, вступившей в неравную борьбу с деспотизмом общественного мнения. Одновременно с этим Сталь трудится над обширным сочинением «О литературе, рассматриваемой в связи с общественными установлениями» (1796—99). Задача книги — проследить влияние религии, нравов, законодательства на литературу и обратно. Изучая взаимодействие общества и литературы, наблюдая за постепенными изменениями в идеях и формах быта, Сталь констатирует в ходе исторического развития медленное, но непрерывное совершенствование (perfectibilité). В массе метких замечаний она обнаруживает тонкое понимание связи различных форм и направлений литературных произведений с социальной средой и заканчивает книгу учением о том, чем должна быть литература в новом республиканском обществе: она должна служить выражением новых общественных идеалов и быть защитницей политической и нравственной свободы. Книга «О литературе», выйдя в свет после переворота 18 брюмера, шла вразрез с наступившей реакцией. Идея о взаимодействии литературы и общественного строя и о неизбежности упадка литературы с исчезновением политической свободы не могла не казаться опасной правительству первого консула.

## Германия и Италия. «Коринна»

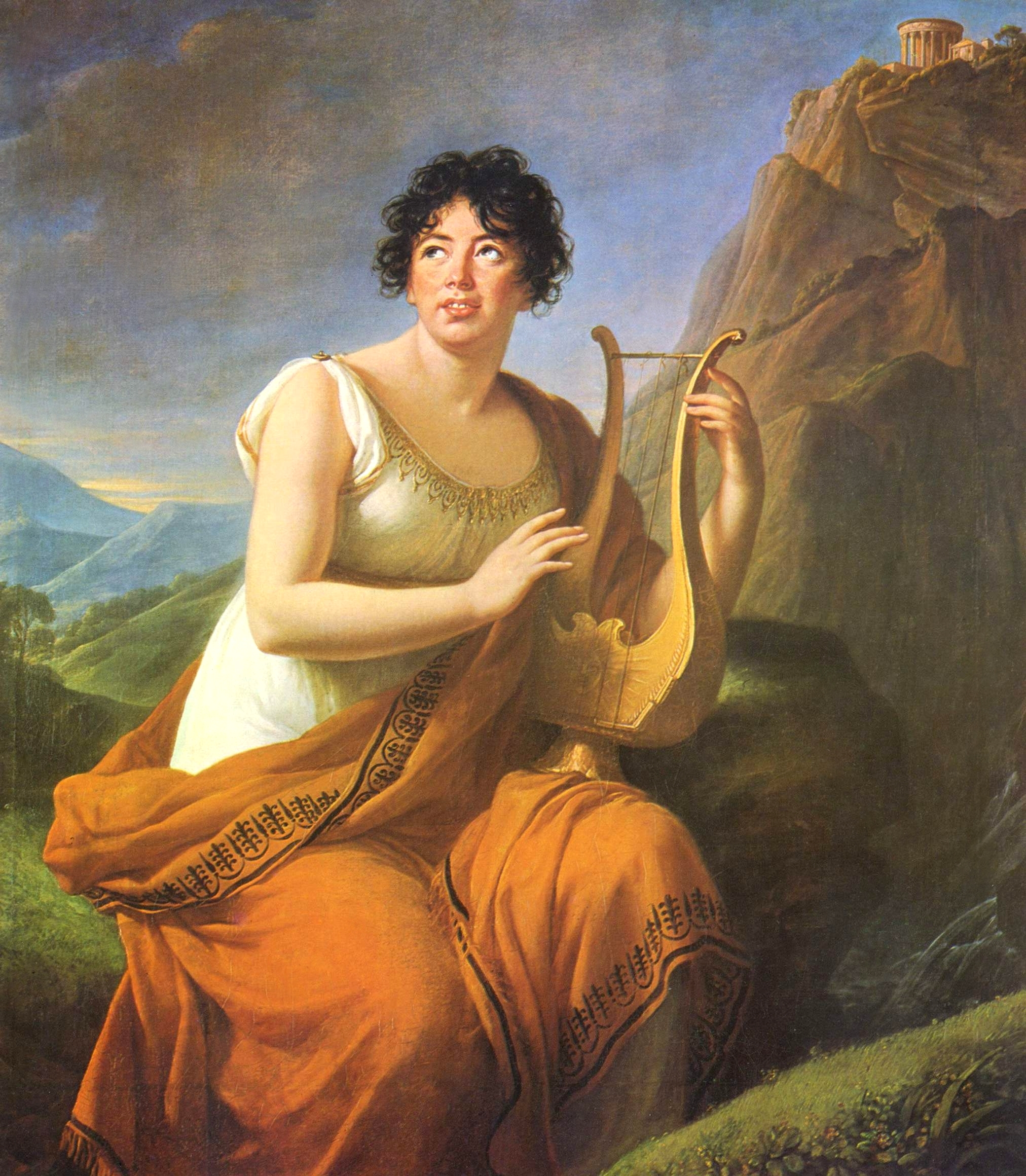
Элизабет Виже-Лебрён. «Портрет мадам де Сталь в образе Коринны» (1808). Женевский музей искусства и истории

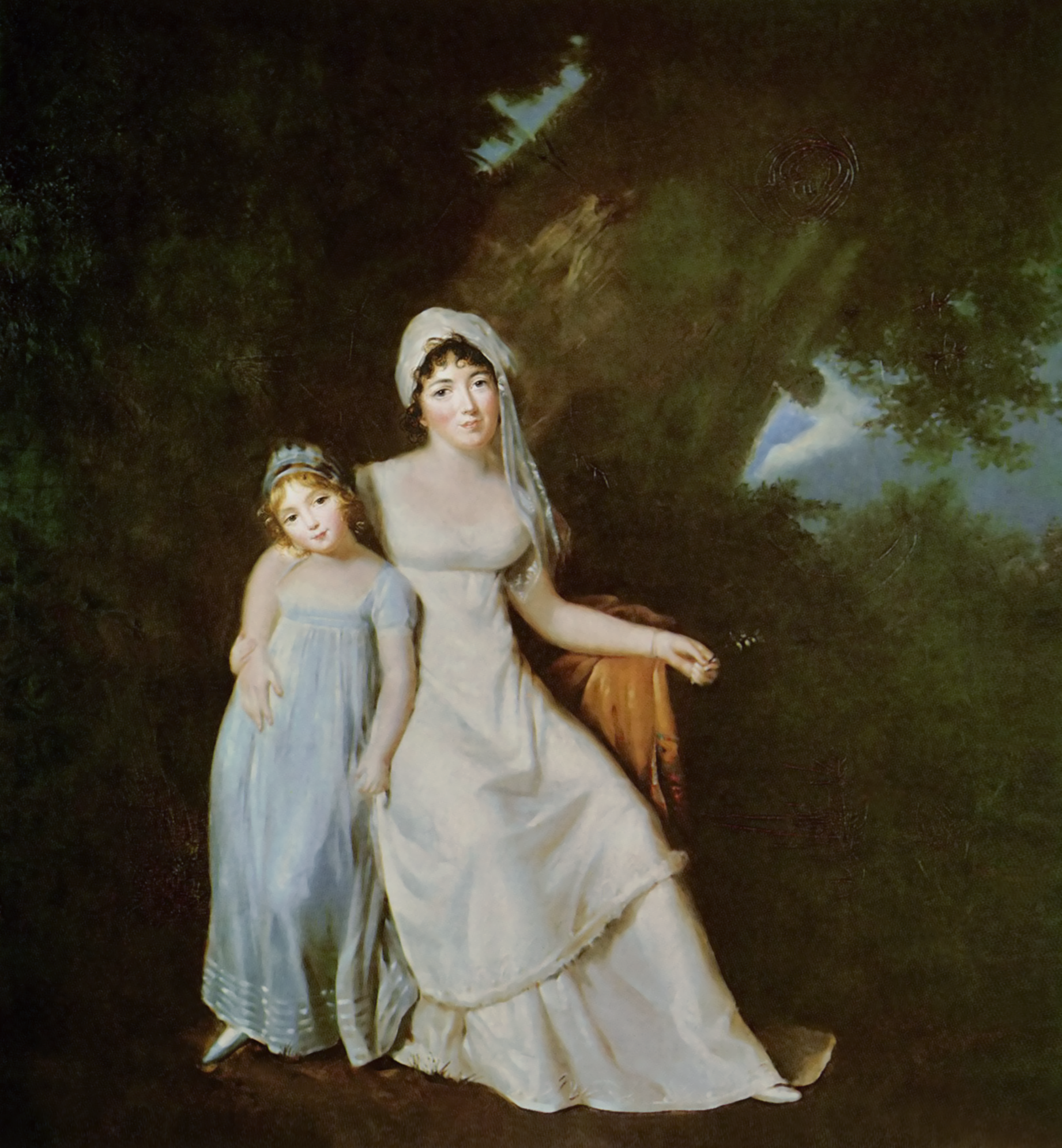
Маргерит Жерар. «Госпожа де Сталь с дочерью» (1805)

В 1802 году был издан первый роман мадам де Сталь, «Дельфина». Когда салон мадам де Сталь стал центром оппозиции, ей велено было выехать из Парижа. В 1802 году она вместе с Констаном отправляется в Германию. Здесь она знакомится с Гёте, Шиллером, Фихте, В. Гумбольдтом, А. Шлегелем; последнему она поручает воспитание своих детей. Впечатления, которые она вынесла из своей поездки по Германии, легли в основание книги «О Германии», написанной пятью годами позже. В 1804 году смертельная болезнь отца призывает её в Коппэ. Начавшееся с этого времени охлаждение к ней Б. Констана, к которому она ещё в течение многих лет питает глубокую привязанность, заставляет её так сильно страдать, что ей грезится близкая смерть. Чтобы заглушить свои душевные муки, она отправляется в Италию. В Милане на неё производит сильное впечатление итальянский поэт Винченцо Монти. Хотя в сердце её ещё не угасла любовь к Констану, она мало-помалу увлекается новым чувством и в письмах её к Монти дружеский тон скоро сменяется восторженными признаниями. Она зовет его в Коппэ и целый год живёт ожиданием его приезда; но слабохарактерный поэт, боясь навлечь на себя гнев Наполеона и лишиться назначенной ему пенсии, все откладывает свой приезд, пока Сталь не прекращает с ним переписки.
Плодом путешествия де Сталь по Италии стал роман «Коринна, или Италия». Италия привлекла к себе внимание Сталь не своей природой, а как арена великого исторического прошлого. Ей верится, что здесь таится ещё дух великого народа, и она сильно желает возрождения этого духа. Сталь отводит много места размышлениям об исторических судьбах Италии и Рима, об итальянской литературе, искусстве, надгробных памятниках и т. д. Сюжетом романа является вопрос о судьбе гениальной женщины, о противоречии между любовью и славой. Коринна — это сама Сталь, идеализированная и вознесенная до совершенства; она напрягает все душевные силы, расходует все свои дарования, чтобы достигнуть апогея славы — и все это только для того, чтобы быть любимой; но она остается неоцененной именно тем, кого она ставит выше всех. В личности лорда Нельвиля слышатся намеки на Констана и его измену. «Коринна» — произведение более выдержанное, чем «Дельфина» — имела блестящий успех у современников. В 1807 г., пользуясь отсутствием Наполеона, Сталь, тосковавшая о Париже, решилась поселиться в его окрестностях. Слух о том, что она инкогнито появляется в самом Париже, достиг до императора, нашедшего, среди забот прусского похода, время предписать о немедленном её удалении в Коппэ.

## «О Германии»
В 1807—1808 гг. Сталь вновь посетила Веймар и побывала в Мюнхене и Вене. Вернувшись из Германии, она в Женеве узнала от Констана о его тайном браке с Шарлоттой Гарденберг. Эта весть сначала привела её в ярость, но затем на её душу сошло религиозное умиротворение. К этой эпохе её жизни относятся её труды над книгой «О Германии», самым законченным из её произведений, в котором Сталь задается целью познакомить французское общество с характером немецкой национальности, с бытом немцев, их литературой, философией и религией. Автор вводит французского читателя в чуждый для него мир идей, образов и чувств и старается по возможности объяснить особенности этого мира, указывая на исторические и местные условия и постоянно проводя параллель между стремлениями и понятиями наций французской и немецкой. Впервые, в эпоху господства космополитических идей, Сталь выдвигает на первый план вопрос о правах национальности. Она ставит своей задачей защиту наций, их прав на политическую и духовную независимость; она пытается доказать, что нация не есть создание произвола отдельных личностей, а явление историческое, и что мир Европы обуславливается взаимным уважением прав народов. Когда книга «О Германии» была напечатана (1810), мадам де Сталь послала её Наполеону, с письмом, в котором она просила у него аудиенцию. Ей верилось, что сила её убеждения, покорявшая многих, может повлиять и на императора.
Наполеон остался непреклонным. Приказав сжечь её книгу, хотя и пропущенную цензурой, он велел ей оставаться в Коппэ, где окружил её шпионами и куда запретил ездить её друзьям.

## Поездка в Россию

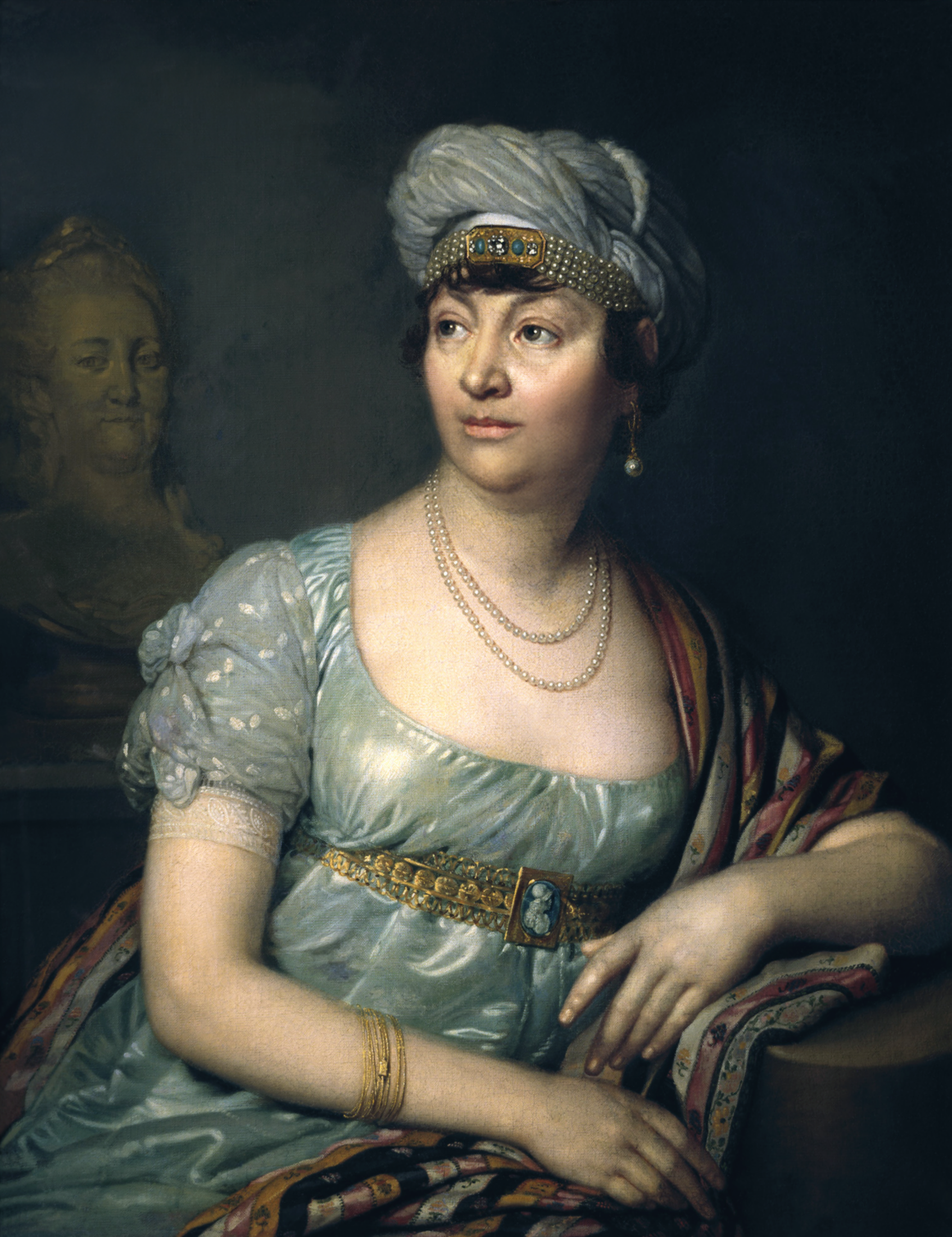
Боровиковский В. Л. «Портрет Анны-Луизы-Жермены де Сталь» (?) (1812) Государственная Третьяковская галерея. До своей атрибуции в 1925 году картина, находившаяся в собрании Цветковской галереи, долгое время носила название «Портрет дамы в тюрбане»

Сознавая себя покинутой, она писала: «чувствуется близость вечерних сумерек, среди которых уже не замечается и следов сияния утренней зари». Но ей суждено было ещё раз изведать счастье. В 1810 г. в Женеву вернулся из испанского похода молодой офицер Альбер де Рокка, чтобы лечиться от ран. Ухаживая за ним, Сталь очаровала его, и он своим страстным увлечением, несмотря на значительную разницу в возрасте, заразил и Сталь. После некоторых колебаний она тайно обвенчалась с ним. В 1812 г. преследование швейцарских властей, действовавших в угоду Наполеону, заставило Сталь бежать из Коппэ, и она через Австрию отправилась в Россию.
Она прибыла в Россию 14 июля 1812 г., в годовщину Французской революции, и уже после начала Отечественной войны 1812 года. Здесь ей было оказано самое широкое гостеприимство. 5 августа она была представлена Их Величествам. В. Л. Боровиковский пишет её портрет. К. Н. Батюшков характеризует де Сталь: «…Дурна как черт и умна как ангел».
7 сентября, в день Бородинского сражения, она покинула Петербург, и скоро прибыла в Стокгольм. Бернадот предложил ей убежище в Швеции, но в июне 1813 г. она отправилась в Англию и оставалась там до тех пор, пока Наполеон не был разбит и заключен на острове Эльбе; тогда она вернулась в Париж после 10-летнего изгнания.
Свои впечатления в России она описала во второй части своей книги «Dix années d’Exil» (1821). Здесь рассеяно много метких замечаний о характере русского народа, об общественном укладе того времени, о жизни и нравах разных классов общества. А. С. Пушкин высоко ценил работы де Сталь.

## Реставрация. Последние годы. Сталь как историк Революции
Реакция, водворившаяся после реставрации, возбудила её негодование. Её одинаково возмущали как «унижение» Франции иноземцами, так и нетерпимость и обскурантизм партии аристократических эмигрантов. В этом настроении она принялась за окончание своих «Considérations sur les principaux événements de la révolution française» (1818). Сочинение это состоит из нескольких частей, между которыми нет полного единства. Первоначально мадам де Сталь намерена была ограничиться изложением первого фазиса революции и написать, между прочим, апологию своего отца; но затем она расширила содержание своего труда, задавшись целью представить защиту французской революции и выяснить главные её результаты. К этому она присоединила этюд об английской конституции и обществе, а затем и рассуждения о положении дел во Франции в 1816 г. В течение 25 лет (1789—1814) де Сталь не только наблюдала все стадии развития французского революционного духа, но откликалась всей своей впечатлительной натурой на все волнения этой бурной эпохи. Подводя итог революционному периоду, мадам де Сталь усматривает основную цель революции в завоевании народом политической и духовной свободы. Революция не только сделала Францию свободной, но и дала ей благосостояние. Если преступления отдельных лиц запятнали революцию, то никогда ещё во Франции не проявлялось и столько возвышенных сторон человеческого духа. Вдохнув во многие сердца благородный энтузиазм, революция выдвинула великих деятелей и завещала будущему вечные принципы свободы. Причины революции кроются в общих исторических условиях, а не в действиях и стремлениях отдельных лиц. В главе о реставрации де Сталь дает яркую картину наступившего реакционного режима: «Неужели, — пишет она, — теперь возможно править так, как триста лет назад?!… Им (новым правителям) необходимы произвол власти, религиозная нетерпимость, придворная аристократия, не имеющая за собой никаких заслуг кроме родословного дерева, народ невежественный и бесправный, армия, низведенная до простого механизма, стеснение печати, отсутствие всякой гражданской свободы — и взамен её полицейские шпионы и купленная журналистика, которая бы восхваляла этот мрак!» Заключительные страницы книги представляют как бы политическое завещание мадам де Сталь. Политическое переустройство Европы совершится народностями и во имя народностей. Она предвидит великое будущее русского народа и первенствующую роль Североамериканских Соединённых Штатов. Она советует немцам и итальянцам сплотиться в федерации.
21 февраля 1817 года Жермена де Сталь отправилась на прием, устроенный главным министром Людовика XVIII. Она упала, когда поднималась по ступеням. Произошло кровоизлияние в мозг. Несколько месяцев де Сталь болела и скончалась в 1817 году в знаменательный день начала Великой французской революции — 14 июля.

## Характеристика
В нравственном характере мадам де Сталь преобладают, по словам профессора Стороженко, две основные черты: страстная потребность любви, личного счастья — и не менее страстная любовь к свободе. Необходимо отметить ещё третью черту, которая, вместе с вышеуказанными, воссоздает не только нравственный, но и умственный её облик. «Жермена Неккер, — писал историк А. Сорель, — также жаждала мысли, как и счастья. Её ум отличался ненасытимой алчностью все познать, способностью все обнять… он обладал даром проникновения в чужие идеи и даром моментального вдохновения собственными своими идеями; и то, и другое не было следствием продолжительного размышления, а рождалось во время беседы, в виде вдохновенной импровизации». Одинаково порывистая и стремительная как в своих увлечениях, так и в своем литературном творчестве, с пылкостью хватавшаяся за новые идеи, носившиеся в воздухе, мадам де Сталь часто меняла свои взгляды по отдельным вопросам [Так, например, она раньше увлекается материализмом, а в конце жизни становится спиритуалисткой, то отвергает свободу воли, то допускает её и т. д.], но неизменно оставалась верной принципам гражданской свободы и политическим идеалам учредительного собрания 1789 г. Влияние де Сталь на последующую французскую литературу — глубокое и многостороннее. А. Сорель называет её «музой» большого кружка французских учёных и писателей. Ф. Гизо, по мнению Сореля, явился истолкователем политических идей мадам де Сталь. Влияние её сказалось и на трудах многих других французских писателей (Кине, Шарль Нодье, Пьер Ланфре). Её книга «О Германии», по словам Гёте, — гигантский таран, пробивший брешь в китайской стене предрассудков, разделявших два народа. В области французской словесности она, вместе с Шатобрианом, справедливо считается родоначальницей французской романтической школы. Мадам де Сталь не обладала крупным беллетристическим талантом; создание характеров ей не удавалось. В лице своих героинь она описывает лишь себя, пережитые ею чувства; в других её лицах мало жизни; они почти не действуют, а лишь высказывают взгляды, которые писательница влагает им в уста. Зато она первая не только дала точное определение характера новой (романтической) литературы, в отличие от классической, но и указала творчеству на новые приемы воспроизведения действительности, на новые поэтические формы.

### Прижизненные переводы на русский язык
- «Мелина», пер. Карамзина, 1795 г.
- «Коринна», М., 1809
- «Дельфина», М., 1803
- «Новые повести», М., 1815

### Современные издания
- Коринна или Италия. М., 1969.
- «О влиянии страстей на счастье людей и народов» // Литературные манифесты западноевропейских романтиков, под ред. А. С. Дмитриева, М., Изд-во Московского университета, 1980, С.363-374, пер. Е. П. Гречаной;
- «О литературе в её связи с общественными установлениями» // Литературные манифесты западноевропейских романтиков, под ред. А. С. Дмитриева, М., Изд-во Московского университета, 1980, С.374-383, пер. Е. П. Гречаной;
- «О Германии» // Литературные манифесты западноевропейских романтиков, под ред. А. С. Дмитриева, М., Изд-во Московского университета, 1980, С.383-391, пер. Е. П. Гречаной;
- «О литературе, рассмотренной в связи с общественными установлениями», М., Искусство, 1989 г., серия: История эстетики в памятниках и документах, пер. В. А. Мильчиной;
- «Десять лет в изгнании», М., ОГИ, 2003, предисл., пер. и коммент. В. А. Мильчиной.
- Рассуждения о главных событиях французской революции / Фрагмент из книги // Новая Юность, 2017, № 3.

### Другие сочинения Сталь
- «Réflexions sur la paix adressées à M. Pitt et aux Français» (1795)
- «Réflexions sur le suicide» (1813)
- «Zulma et trois nouvelles» (1813)
- «Essais dramatiques» (1821)
- «Oeuvres complètes» 17 t., (1820—21)

### Работы о ней
- Биография мадам де Сталь составлена госпожой Неккер-де-Соссюр (в «Oeuvr. compl.») и Бленнерхасет: «Frau von S., ihre Freunde und ihre Bedeutung in Politik und Litteratur» (1889).

- Gérando, «Lettres inédites de m-me de Récamier и de m-me de Staël» (1868);
- «Correspondance diplomatique, 1783—99», барон Сталь-Г. (1881); * * * * Norris, «Life and times of M. de S.» (1853);
- Amiel, «Etudes sur M. de S.» (1878)
- A. Stevens, «M-me de Staël» (1881)
- A. Sorel, «M-me de Staël» (1890; есть русский перевод)

сочинения Сент-Бева и Брандеса
- Стороженко, «Госпожа де-Сталь» («Вестник Европы», 1879, № 7)
- Шахов, «Очерки литературного движения в первую половину XIX в. Лекции по истории французской литературы» (1894)
- Трачевский А. С. Госпожа Сталь в России // Исторический вестник, 1894. — Т. 58. — № 10. — С. 160—188.
- С. В—штейн, «Госпожа де-Сталь» («Вестник Европы», 1900 г., №, 8—10)
- Любарец С. Н. Эстетика Жермены де Сталь в контексте эпохи Просвещения // ДРУГОЙ XVIII ВЕК. Сборник научных работ. Отв. ред. Н. Т. Пахсарьян. М., 2002
- Plessix Gray Francine du. Madame de Staël. — New York: Atlas & Co, 2008. — ISBN 978-1-934633-17-5.
- Сорель Альбер, Вайнштейн Софья Мадам де Сталь. — Книжный Клуб Книговек, 2018. — 496 с. — ISBN 978-5-4224-1364-5